# Exalloniscus rotundatus
Exalloniscus rotundatus is een pissebed uit de familie Oniscidae. De wetenschappelijke naam van de soort is voor het eerst geldig gepubliceerd in 1986 door Taiti & Ferrara.